# Мона Симпсон
Мона Симпсон (енгл. Mona Simpson; Грин Беј, 14. јун 1957) је амерички романописац и есејиста. Рођена је у вези мајке Американке Џоан Карол Шибл и оца Сиријца, професора политичких наука Абдулфатаха Џона Џандалија. Она је млађа сестра Стива Џобса, кооснивача Епла. Џобса је на усвајање оставила неудата мајка; двоје рођака су се упознали тек када су одрасли.
Након што је дипломирала енглески језик на Берклију 1979, студирала је на Универзитету Колумбија, где је магистрирала. За товреме је радила за часопис Парис Ривју.
На Универзиту Колумбија је започела свој први објављен роман „Свуда, само не овде“ (енгл. Anywhere But Here), причу о турбулентном односу мајке и кћерке. Књига је постала бестселер када је објављена 1987, а касније је прерађена у филм из 1999. Овај роман су пратили „Изгубљени отац“ (енгл. The Lost Father) и „Обичан дечко“ (енгл. Regular Guy). Недавно је објавила роман „Off Keck Road“, који је био предложен за ПЕН/Фолкнерову награду.
Мона Симпсон је такође доприносила бројним антологијама и колекцијама есеја.

## Удаја и породица
Године 1993, Симпсонова се удала за телевизијског сценаристу и продуцента Ричарда Епелома, са којим има двоје деце. Епел је искористио име своје жене за име Хомерове мајке, почев од епизоде „Мајка Симпсон“. Они су се касније развели и она тренутно живи у Санта Моники, са децом.